# Comitê Nacional para a Salvação do Povo
Comitê Nacional para a Salvação do Povo (em francês: Comité national pour le salut du peuple, CNSP) é uma instituição político-militar estabelecida no Mali pelos militares após o golpe de Estado de 2020 que destituiu o presidente Ibrahim Boubacar Keïta em 19 de agosto de 2020. Seu presidente é Assimi Goita, coronel das Forças Armadas do Mali.
Em 25 de setembro, o poder constitucional foi restabelecido com a nomeação de Ba N'Daou como Presidente da República do Mali. Assimi Goita, líder do Comitê, foi nomeado Vice-Presidente da República. A junta militar permanecerá ativa até as próximas eleições em 2022.

## História

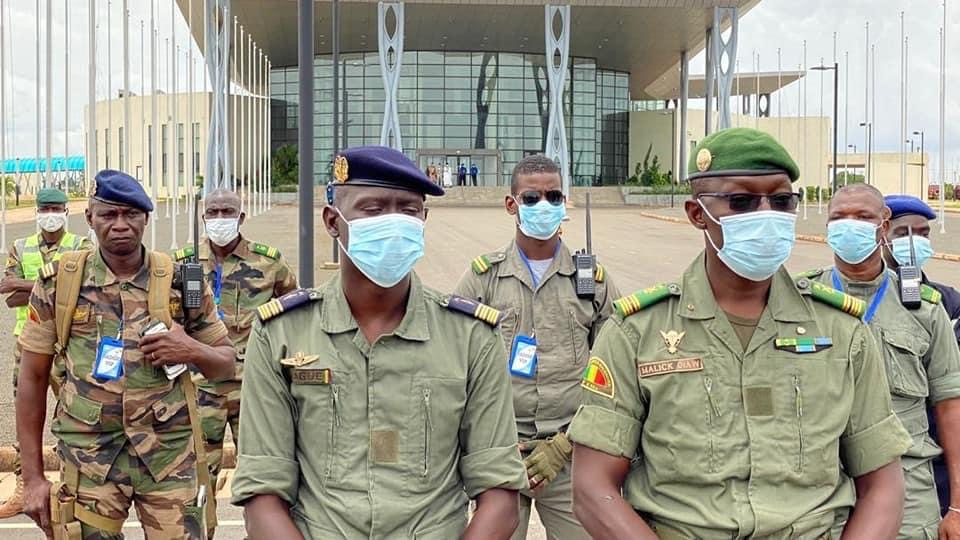
Membros do Comitê Nacional para a Salvação do Povo em setembro de 2020. Na primeira fila: Ismaël Wagué e Malick Diaw.

Na noite de 18 de agosto, após a prisão do presidente Ibrahim Boubacar Keïta e do primeiro-ministro Boubou Cissé, os militares anunciaram a realização de novas eleições presidenciais e legislativas em um período de tempo razoável,  bem como uma transição política civil. No mesmo discurso, foi anunciada a criação do Comitê Nacional para a Salvação do Povo, que ordenou o fechamento das fronteiras e o toque de recolher. A junta decidiu reabrir as fronteiras em 21 de agosto.
Após considerar inicialmente uma transição política de nove meses com um Conselho de Transição chefiado por um militar ou civil, a junta anunciou em 23 de agosto seu desejo de liderar uma transição militar por três anos, com um governo predominantemente militar.
A União Africana não reconheceu o governo estabelecido pelos golpistas e suspendeu o país da organização até que a ordem constitucional fosse restaurada.
Em 24 de agosto de 2020, o CNSP nomeou Goita como chefe de Estado , porém, um mês depois, diante da oposição da CEDEAO e da União Africana em aceitar um militar na liderança do país, retificou a decisão e anunciou que o presidente interino do Mali seria o ex-major-coronel e ex-ministro da Defesa Ba N'Daou em 2014, nomeando o coronel Assimi Goita como vice-presidente. A junta, no entanto, permanecerá ativa até a próxima eleição presidencial. 

## Composição
- Presidente : Assimi Goïta
- Primeiro vice-presidente  : Malick Diaw
- Porta-voz : Ismaël Wagué
- Outros membros : Modibo Koné, Sadio Camara